# Lógica de negocio
En informática y ciencias de la computación, en particular en análisis y diseño orientado a objetos, el término lógica de negocio es la parte de un sistema que se encarga de codificar las reglas de negocio del mundo real que determinan cómo la información puede ser creada, almacenada y cambiada. En programación es una de las capas del modelo MVC Modelo–vista–controlador separando así la complejidad del desarrollo en capas independientes. 
Son rutinas que realizan entradas de datos, consultas a los datos, generación de informes y más específicamente todo el procesamiento que se realiza detrás de la aplicación visible para el usuario (Backend).
En el contexto de la orientación a objetos, la lógica del negocio es tomada como aquella funcionalidad ofrecida por el software. El software se comunica de manera amigable con el usuario a partir de la interfaz, pero el procesamiento de los datos capturados como entrada y la posterior entrega de resultados al usuario por medio de la interfaz, es conocido como la Lógica de Negocio.
- Datos: Q1204997